# サン・アンヘル
サン・アンヘル（スペイン語: San Ángel）はメキシコシティ南西部のアルバロ・オブレゴンにある地区（コロニア）である。サン・アンヘルの名はこの地にあったエル・カルメン修道院の学校「サン・アンヘル・マルティル（殉教者聖アンヘル）」に由来する。
歴史的に修道院を中心とした田園地帯だったが、19世紀末から20世紀にかけてメキシコシティのスプロール現象が到達し、修道院は閉鎖された。今も歴史的な建物が残り、エル・カルメン修道院跡は博物館になっている。1856年以来毎年花祭りが開催されている。

## 地理
サン・アンヘルはメキシコシティの南西部に位置し、インスルヘンテス通りを境にしてメキシコ国立自治大学の大学都市と接する。歴史的にメキシコシティ中心からのスプロール現象とは無縁だったが、20世紀なかばに都市化にのみこまれた。
2千年ほど前、近くのシトレ火山 (Xitle) の噴火によって形成されたペドレガルと呼ばれる火山性の岩床に囲まれている。溶岩の一部はペドレガル・デ・サン・アンヘル地区のように保護地区になっている。

## 見どころ

### エル・カルメン

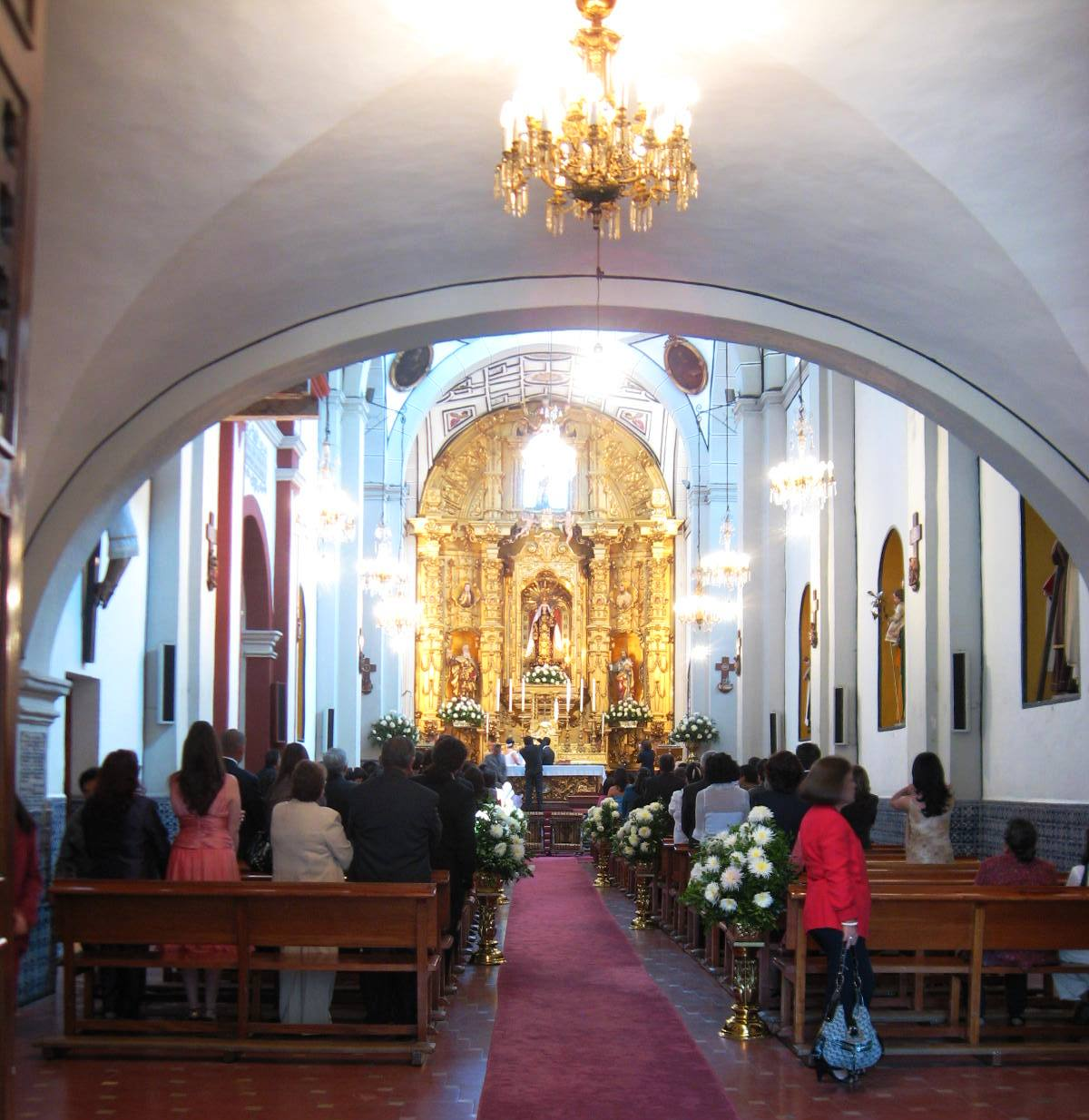
エル・カルメン教会の内部

エル・カルメン複合建築物はカルメル会の修道院跡で、今は博物館になっている。サン・アンヘルのランドマークであり、とくに教会の上のタイルで覆われた3つのドームが有名である。エル・カルメンは教会、修道院跡、学校の建物から構成されている。学校（コレヒオ）は1613年に設立されたが、建物の建設がはじまったのはその2年後である。修道士アンドレス・デ・サン・ミゲルによって設計されて1615年に礎石が置かれ、1617年に竣工した。教会は1624年から1626年にかけて建てられ、殉教者聖アンヘル (Angelus of Jerusalem) に捧げられた。その設計はスペインのサン・ホセ・アビラ修道院を元にしている。
修道院と学校は1939年に国立人類学歴史研究所の管理下にはいり、1955年に博物館として開館した。メキシコシティでもっとも訪問者の多い博物館のひとつになっている。
博物館に人気がある理由のひとつは地下聖堂に展示されているミイラである。17世紀から19世紀にかけて、修道院が運営資金を得るひとつの方法として、現地の裕福な家族の寄付者のために地下聖堂を墓として準備した。遺体の大半は長年かけて骨になった後に掘り起こされて器に移されるが、一部の遺体は分解しなかった。1917年から1918年にかけて軍隊が宝物を求めて修道院を略奪したとき、よく保存された自然のミイラを地下聖堂で発見した。博物館では12体のミイラを展示しているが、密封されたケースに入れられているわけでないため、その多くは劣化が進んでいる。

### その他

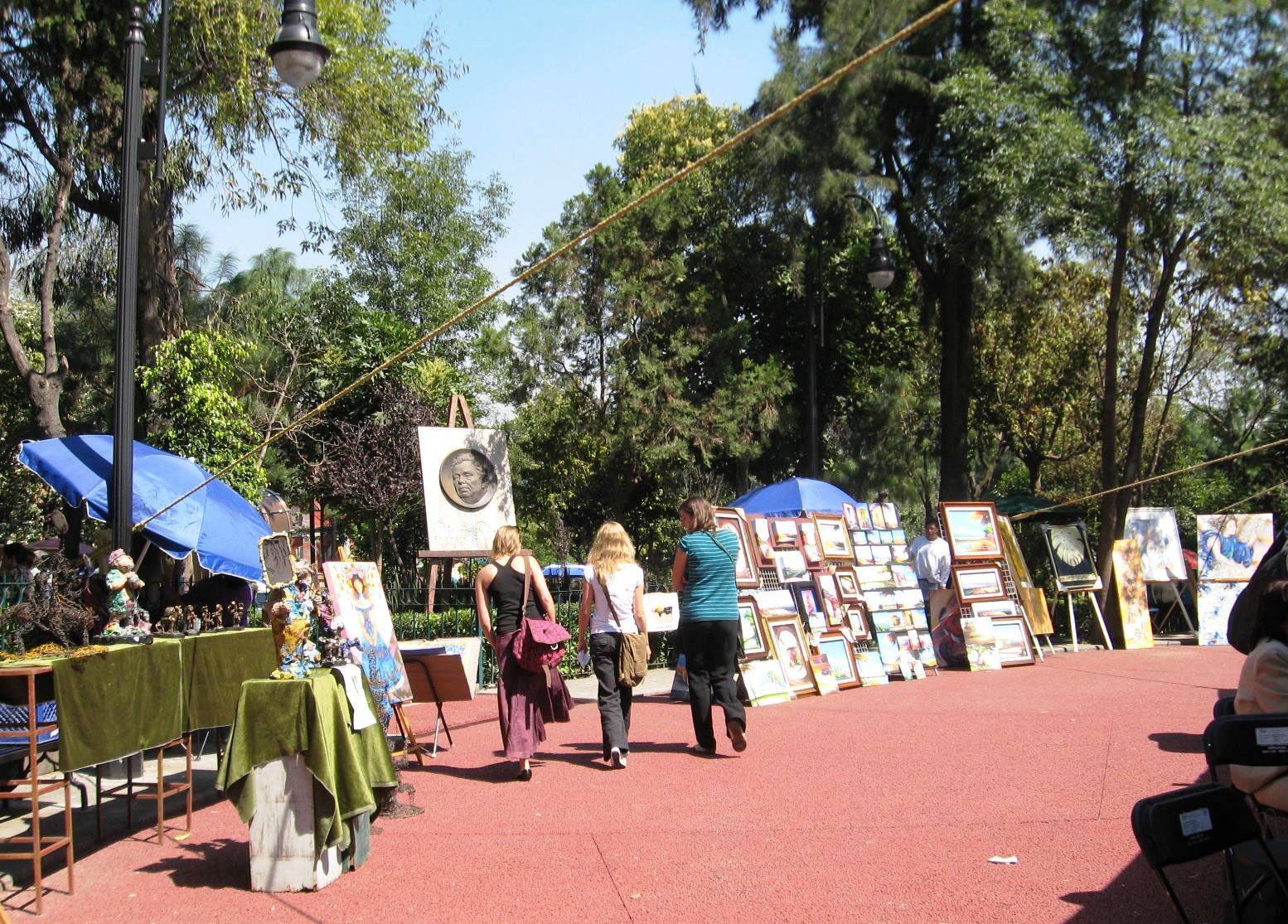
サン・ハシント広場の土曜市

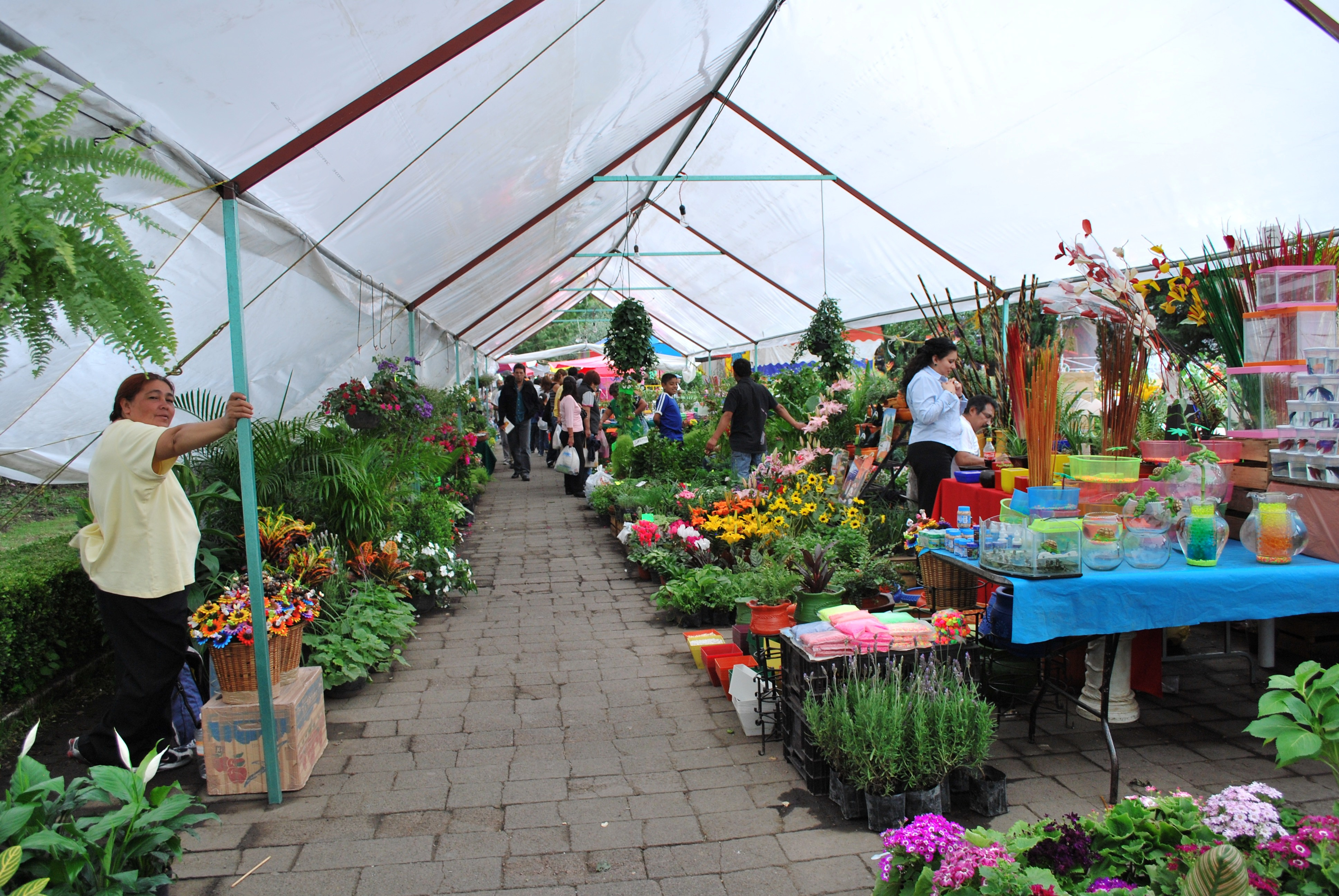
花祭り

サン・ハシント広場は地区の中心にある広場で、土曜日のアートバザールで知られる。
ディエゴ・リベラとフリーダ・カーロの仕事場の建物は博物館になっており、メキシコシティ最初の機能主義建築としてフアン・オゴルマンによって建てられた。博物館は、聖土曜日に燃やされる紙製のフダスの人形のコレクションで知られる。
カリージョ・ヒル美術館はメキシコのもっとも優れた現代美術コレクションのひとつを持ち、芸術家のための研究援助センターにもなっている。
7月には花祭り(Feria de las Flores)が開催される。

## 歴史
サン・アンヘル地区はかつてテナニトラ（Tenanitla、TenantitlanまたはAtenantitlanとも書かれる）と呼ばれていた。ナワトル語で「石の壁のそば」を意味し、サン・アンヘル地区が2000年ほど前のシトレ火山の噴火に由来する溶岩に囲まれていることを意味する。
スペイン植民地時代、サン・ハシントとエル・カルメンの2つの修道院が設立された。スペイン人によって最初に作られた町の名前はサン・ハシント・テナニトラと言った。エル・カルメン修道院は1597年にコヨアカンの先住民の指導者が土地をカルメル会に寄付したことによって創始された。カルメル会はここに修道院とコレヒオ（学校）を建てた。コレヒオの名前はサン・アンヘルといい、1613年に創立した。そこからこの地自身もサン・アンヘルと呼ばれるようになった。土地は豊かで、とくに果樹園には13,000本を越える木が植えられていた。
修道院は植民地時代を通じて重要だったが、修道士の多くはスペイン生まれであったために独立の少し後に追放された。修道院はまた農場も失った。米墨戦争では米国軍によって建物の一部と果樹園が破壊された。1856年に修道院は分裂し、いくつかの土地を売却した。レフォルマ戦争中に修道院は閉鎖され、残ったのは教会部分のみだった。コレヒオの一部は1891年にメキシコシティとティサパンを結ぶ鉄道を建設するために破壊され、残った部分は1921年に公共教育省の建物になった。1939年に国立人類学歴史研究所の管理下にはいり、1955年に博物館になった。
サン・アンヘルは田園地帯だったが、18世紀にはいると裕福な家庭によって別荘が建てられはじめた。19世紀にもまだ田園地帯であり、この頃のサン・アンヘルの様子はカルデロン・デ・ラ・バルカ侯爵 (Frances Erskine Inglis, 1st Marquise of Calderón de la Barca) の紀行文『メキシコの生活』に記述されている。
19世紀末になるといくつかの工場がこの地に建設され、人口が増加した。サン・アンヘルの都市化が始まったが、20世紀半ばまではメキシコシティの他の地域とは物理的に分離していた。大部分の土地は大規模な開発には不適当と考えられていたが、1950年代になると大学都市が建設され、2つの地区はつながった。
1983年にペドレガル・デ・サン・アンヘル地区が生態保護地区に指定された。
20世紀以降、開発圧力が増大し、住宅の多くは商用地に転換された。田園的な土地設計と歴史的建築物を保護するため、2008年にサン・アンヘルは初の「メキシコシティ有形文化遺産」に指定された。2011年にはメキシコシティの21の「バリオ・マヒコ」（魔法の地区）のひとつに指定されている。